# AIRMET
AIRMET è l'acronimo di Airmen's Meteorological Information, in italiano "Informazioni meteorologiche per aviatori". È un messaggio che contiene indicazioni e informazioni su fenomeni meteorologici osservati e/o previsti che potrebbero essere potenzialmente pericolosi per velivoli dalle capacità limitate ed ha una validità di sei ore.
In Italia viene emesso dal CNMCA dell'Aeronautica Militare, che emette anche i messaggi SIGMET.
Contiene informazioni meteorologiche di fenomeni di intensità moderata che possono riguardare:
- velocità del vento in superficie se superiore ai 30 nodi/60 km/h,
- montagne oscurate, copertura delle nubi se con base inferiore a 1000 piedi,
- TCU isolati (cumuli torreggianti) ("ISOL"), frequenti ("FRQ"), occasionali ("OCL") e fenomeni moderati di turbolenza ("MOD TURB"),
- formazione di ghiaccio ("ICE")
- onde orografiche ("MTW")
- visibilità al suolo se inferiore ai 5000 metri e fenomeni del tempo che limitano la visibilità (pioggia, neve, pioviggine, grandine, foschia e nebbia).

È un messaggio utile soprattutto per i voli a bassa quota: infatti la rilevazione verticale dell'AIRMET va dal suolo fino a FL 100 (Livello di volo 100, 10000 piedi) o fino a FL150 se si tratta di zone montagnose. Analogamente al SIGMET, l'AIRMET è un messaggio che dà informazioni meteo all'interno della FIR.